# Юпітер LXVI
Юпітер LXVI — супутник Юпітера, також відомий під початковим позначенням S/2017 J 5. Відкритий Скоттом Шеппардом та його командою у 2017 році. Оголошено про це відкриття було лише 17 липня 2018 року в електронному циркулярі Центру малих планет.
Супутник належить до групи Карме. Він має діаметр приблизно 2 кілометри і та обертається навколо великої півосі близько 23 232 000 км з нахилом орбіти приблизно 164,3°.